# Пожежа у пансіонаті для літніх людей у Харкові (2021)
Пожежа у пансіонаті для літніх людей у Харкові — пожежа з великою кількістю загиблих, яка трапилась у Харкові у незаконному приватному будинку для літніх людей «Золотий час». Пожежа сталася вдень 21 січня 2021 року у житловому будинку, переобладнаному під будинок для літніх людей. Внаслідок пожежі загинуло 16 осіб, ще 11 осіб постраждало. Загалом у будівлі знаходилось 33 людини.
Затримано чотири особи серед власників та розпорядників пансіонату, яким оголошено підозри. Проводяться слідчі дії за кримінальною справою щодо загибелі людей через порушення норм пожежної безпеки, а також розслідування причин пожежі. Розглядаються 3 версії причини пожежі: підпал (занесення стороннього вогню), необережне поводження з вогнем у побуті і електроприладами або замикання електромережі. У Харкові мають бути проведені перевірки пансіонатів для літніх людей і реабілітаційних центрів. Також 22 січня у місті було оголошено Днем жалоби, а 23 січня — днем жалоби по всій Україні.

## Перебіг подій
Пожежа почалася вдень 21 січня 2021 року близько 15-ї години дня на другому поверсі житлового будинку, який був переобладнаний під приватний будинок для літніх людей «Золотий час», на вулиці Нижня Гиївська, 150-Б у Холодногірському районі міста Харкова. Площа пожежі склала 100 м². Пожежа отримала статус надзвичайної події державного рівня.
Сусіди з навколишніх будинків після початку пожежі кинулися на допомогу та викликали швидку. Вони бачили сильний дим та запах горілої проводки. Вони допомагали виводити та виносити мешканців цього будинку, багато з яких були в лежачих і в памперсах. Їм допомагали вдягатися прямо на вулиці. На момент прибуття пожежників внутрішні приміщення були повністю задимлені, вирував відкритий вогонь, який вирвався вже на дах двоповерхової будівлі. Згодом стало відомо, що в будинку мали ремонтувати газове обладнання, і саме в районі цього обладнання сталося задимлення.
За даними харківського видання Kharkiv Today, пансіонат «Золотий час» знаходився у приватному секторі, у двоповерховому будинку. Він почав працювати у 2020 році. В кімнатах проживало від 1 до 5 людей. Пансіонат позиціонував себе як такий, що надає п'ятиразове харчування, догляд, щомісячне обстеження та проведення аналізів. Мешканцям пансіонату обіцяли культурно-розважальну програму від волонтерів соціальних служб. На першому поверсі будівлі розташовувалася кухня та їдальня, а кімнати постояльців — на другому поверсі. У дворі садиби — кілька альтанок. До пансіонату приймали важкохворих людей похилого віку, зокрема, із хворобою Альцгеймера, хворобою Паркінсона, людей після інфаркту і інсульту та хоспісних хворих. Мінімальна вартість утримання складала 6 тис. грн., а середньому вона складала 15 тис. грн. Також будинок був введений в експлуатацію без відповідних дозволів, був під'єднаний до газо- та електропостачання без отримання дозволів від будинку, на який відповідні документи були За словами мешканців найближчих будинків, пансіонат тут знаходиться близько року, а до того тут знаходився реабілітаційний центр для наркозалежних, потім будинок винаймали баптисти та для порностудії. За їх словами, на пансіонат скаржились у поліцію, знаходили записки про побиття мешканців будинку для літніх людей, але поліція та швидка не реагували. Родичка одної із загиблих зазначила, що у цьому пансіонаті люди перебували тимчасово — по кілька місяців, і це не був госпісом, а її загиблій родичці тут подобалось. За інформацією директора Департаменту соцзахисту населення Харківської облдержадміністрації Юрія Шпараги, за цією адресою не було зареєстровано офіційних установ для літніх людей. Також перевірку планує й міська влада. На цей час її працівники встановлюють імена загиблих у пожежі, щоби повідомити про це рідних та надати їм допомогу у похованні. За кілька годин після пожежі сайт пансіонату перестав працювати, а також були видалені його сторінки із соціальних мереж
Пожежа була локалізована о 16:14. До робіт на місці залучено 28 осіб та 7 одиниць техніки. Пожежа була ліквідована о 16:53 підрозділами служби з надзвичайних ситуацій.
Пожежні на місці пожежі виявили загиблими 16 осіб. Цю інформацію підтвердили і в Харківській міській раді. Всі 16 загиблих мешкали на другому поверсі. За словами пожежних, погіршило ситуацію те, що шляхи евакуації були перекриті, а на вікнах були решітки, внаслідок чого люди задихнулись та вчаділи. Внаслідок пожежі постраждало 11 осіб. З будинку пожежні вивели 7 осіб. Всього у будівлі перебувало від 29 до 33 осіб, зокрема 4 особи із персоналу закладу. Госпіталізовано п'ятеро осіб, зокрема, одну особу з опіками, одну особу — з отруєнням чадним газом до різних лікарень міста Харкова, а ще троє людей — до хоспісу Харківської міської клінічної лікарні № 17. Сюди переведуть особу з отруєнням чадним газом після виписки з лікарні.

## Розслідування
За фактом пожежі та загибелі людей прокуратура відкрила кримінальну справу щодо порушення встановлених законодавством вимог пожежної безпеки, що спричинило загибель людей.
Слідством розглядаються три ймовірні причини пожежі: підпал (занесення стороннього вогню), необережне поводження з вогнем у побуті і електроприладами або замикання електромережі. Про можливу причину пожежі через необережне поводження з електронагрівальними приладами та їх несправність, оскільки будівля опалювалась саме ними повідомляли пожежні. У будинку, житлова площа якого була 115 кв. м, були дерев'яні перекриття, що спровокувало велике задимлення. В ньому не було здійснено жодних протипожежних заходів..
На місці пожежі працівники поліції проводили слідчі дії та працювали експерти інституту судових експертиз імені Бокаріуса. Також поліція встановила власників будинку та коло осіб, які працювали в ньому. Трьох з них було затримано, проводиться допит, зокрема, управителя, а біля палати співорендаторки пансіонату, яка знаходиться у лікарні після операції, чергують полісмени. Згодом орендар, його дружина (директорка приватного підприємства, яка і керувала пансіонатом) та власник будівлі були також затримані. Їм, а також адміністратору закладу який не був офіційно працевлаштований, повідомили про підозри у причетності до пожежі. На них вказали свідки. Також знайдені документи, які можуть свідчити про їх провину. Разом із цим, розшукуються інші причетні до діяльності закладу особи, за місцем проживанням причетних осіб проводяться слідчі дії. Ввечері 22 січня всім чотирьом затриманим повідомили про підозри щодо порушення вимог пожежної безпеки. Прокуратура проситиме всіх затриманих взяти під варту. Суд із обрання запобіжних заходів відбудеться 23 січня.
Державне бюро розслідувань розпочало розслідування щодо неналежного виконання службових обов'язків працівниками ДСНС під час перевірок та інших методів контролю за станом протипожежної безпеки
Стало відомо, що власник цього пансіонату — Славік Акопян — має ще чотири подібні заклади (згодом їх кількість зросла до шести) у Харкові. Встановлено, що в одному з пансіонатів, на який також відсутні дозволи, перебуває 24 особи. В іншому будинку, який знаходився на цій же земельній ділянці, виявлено «реабілітаційний центр» для алко- та наркозалежних. Орендар та його дружина були засновниками громадської організації, яка за статутом займалась сприянням оздоровчої аматорської, культурної діяльності своїх членів.
Під час слідства було проведено понад 60 експертиз, серед яких судові молекулярно-генетичні, судово-медичні експертизи, будівельно-технічні та пожежно-технічні експертизи.

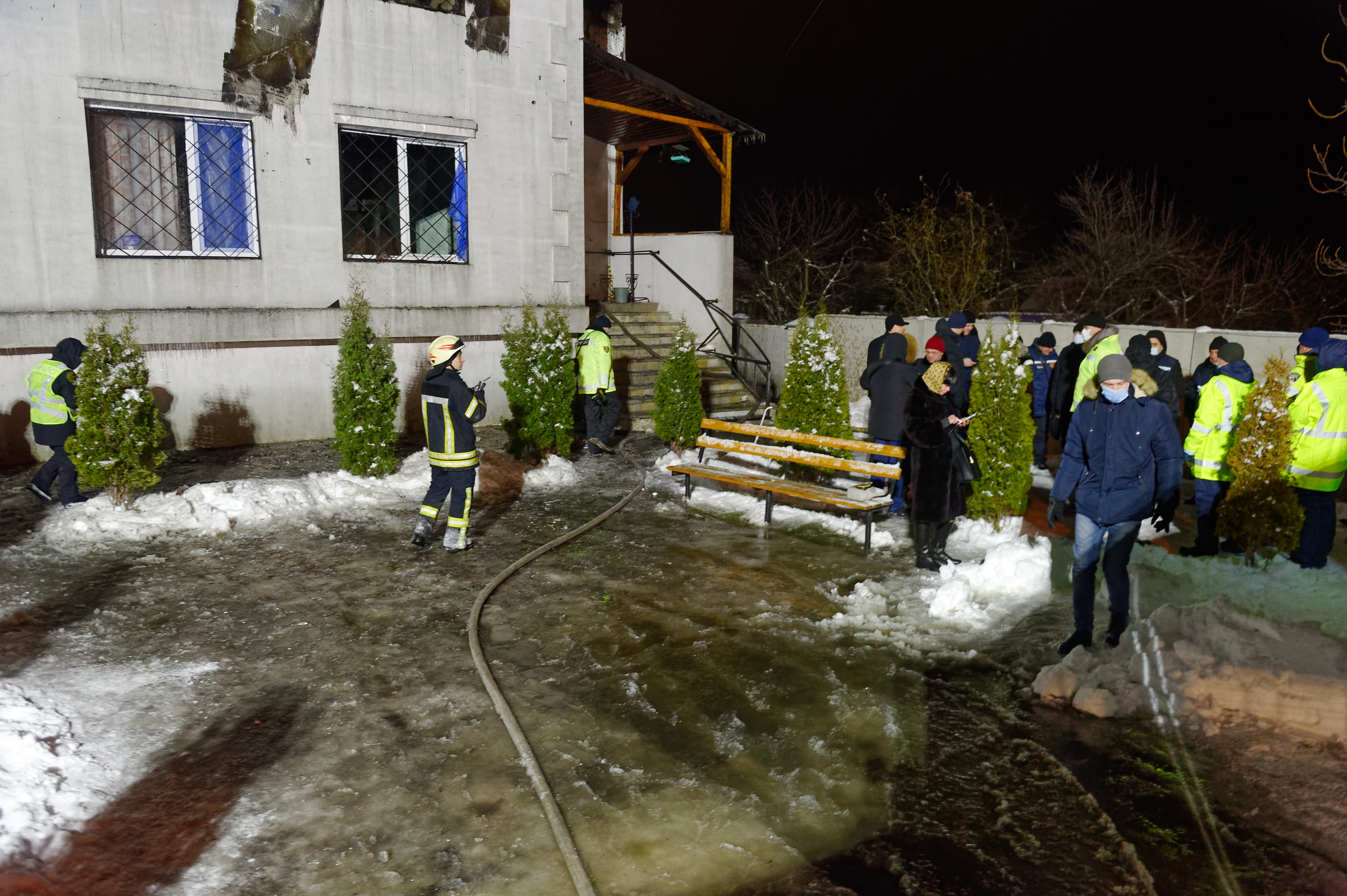
Проведення слідчих дій ввечері 21 січня
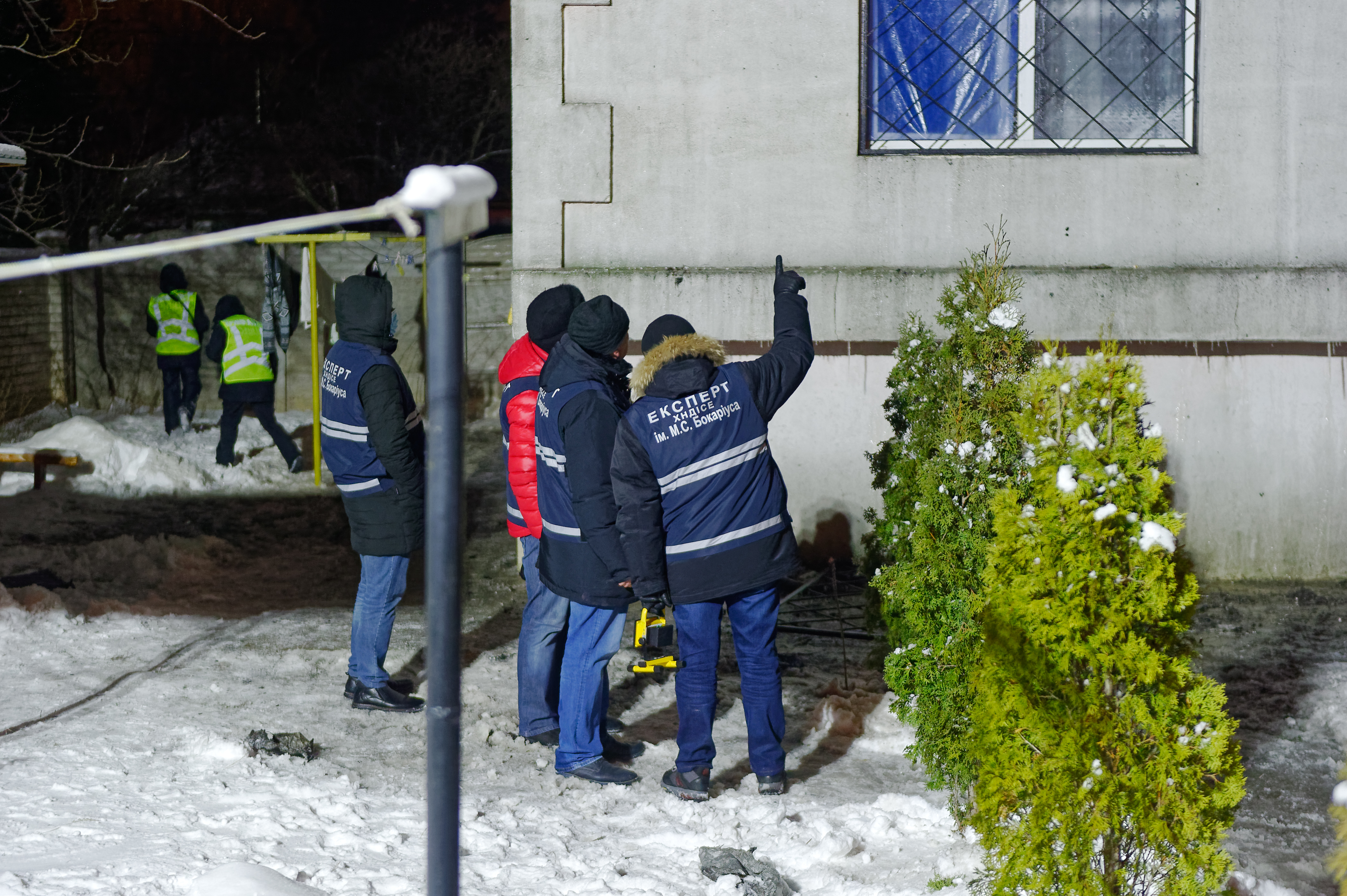
Проведення слідчих дій ввечері 21 січня
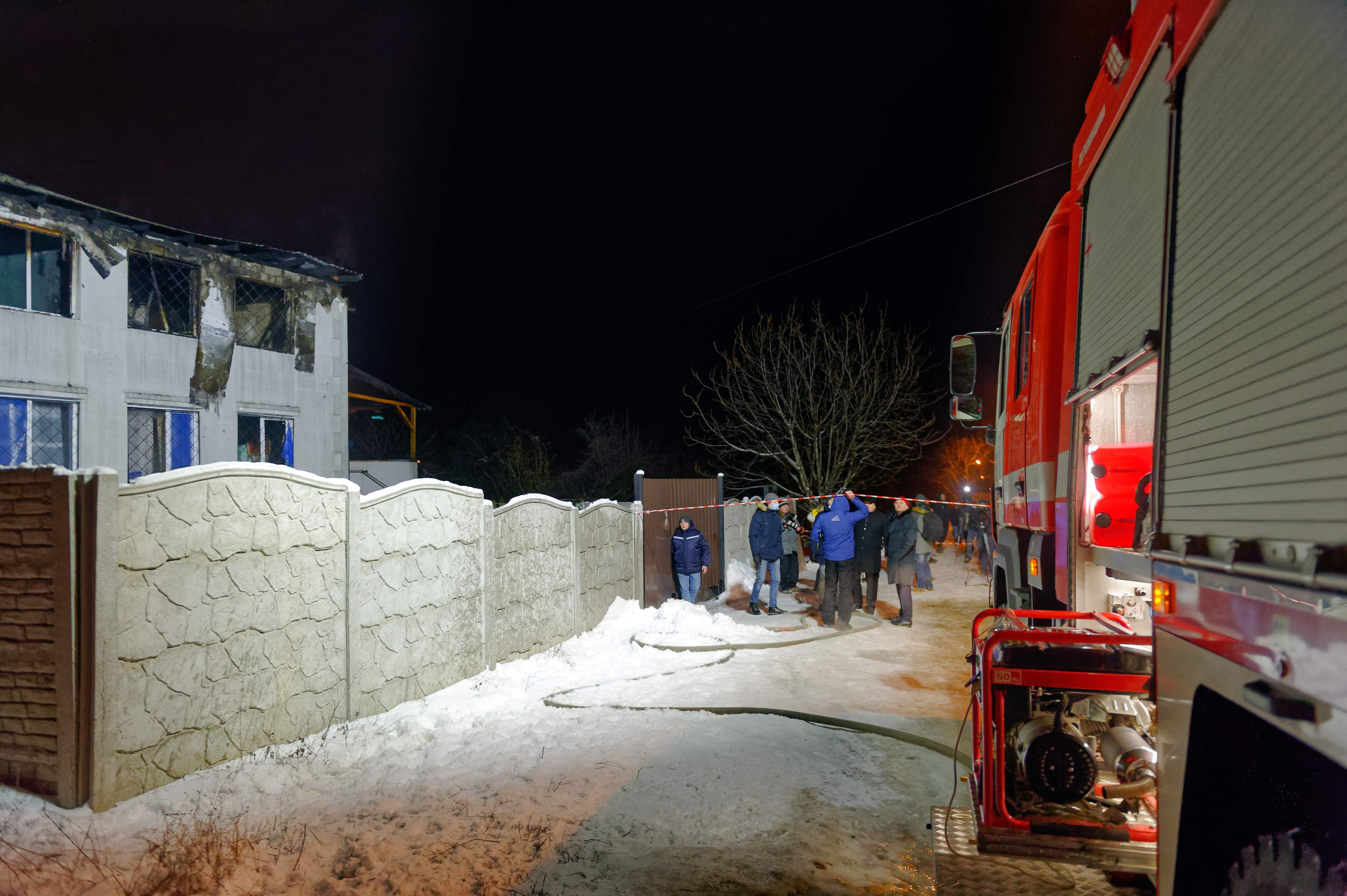
Проведення слідчих дій ввечері 21 січня
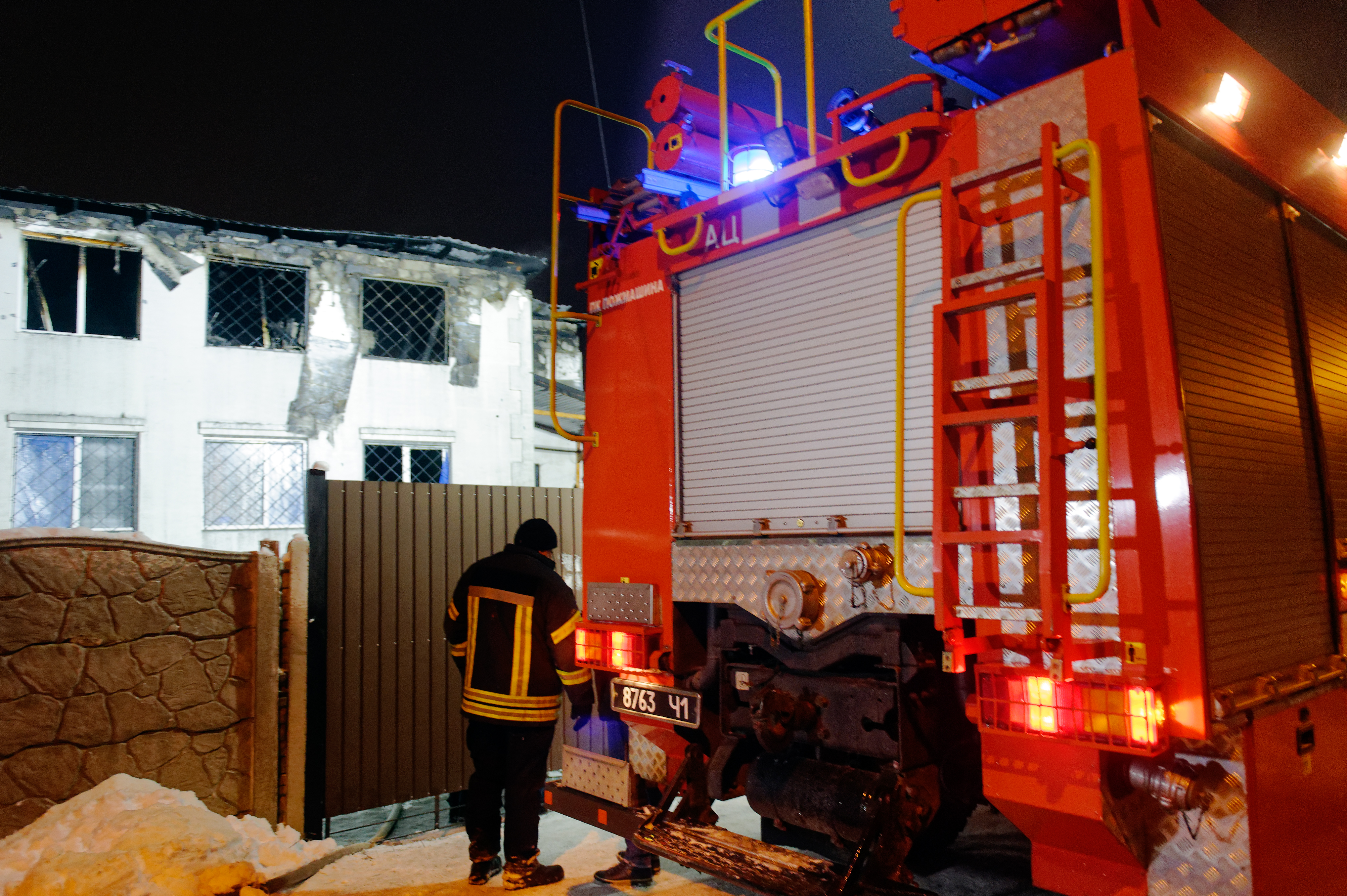
Проведення слідчих дій ввечері 21 січня

Того ж року розпочалися судові засідання у справі про загибель 15 осіб у пожежі у пансіонаті для літніх людей «Золотий час».
З грудня 2022 року справа у Ленінському районному суді м. Харкова почала розглядатися по суті У пожежі обвинувачені четверо осіб, серед яких власник пансіонату, орендар будівлі, дружина орендаря, яка була керівницею пансіонату, і адміністратор. У 2022 році вони подали апеляцію щодо утримання під вартою і вийшли на волю під заставу — від 198 тис. грн до 1 млн 40 тис. грн.
У 2021 році прокуратура звернулася до суду через відсутність договору щодо оренди земельної ділянки, на який було розташовано будинок для літніх людей «Золотий час», а також через самочинну побудову самого будинку в 2012 році. У лютому 2024 року Київський районний суд м. Полтави ухвалив рішення повернути земельну ділянку Харківській міській раді, привести її у придатний для використання стан, включно зі знесенням самочинно побудованої будівлі.

## Реакція
Президент України Володимир Зеленський висловив співчуття родинам загиблих та доручив Кабінету Міністрів України створити державну комісію для розслідування причин та обставин пожежі, а міністру внутрішніх справ Арсену Авакову — взяти під особистий контроль розслідування кримінальної справи про пожежу. За ініціативою Прем'єр-міністра України Дениса Шмигаля ввечері 21 січня було скликано позачергове засідання Кабінету Міністрів України, на якому утворене відповідну державну комісію.. Комісія має дати звіт про результати своєї роботи у місячний термін. Також Денис Шмигаль дав доручення Державній службі з надзвичайних ситуацій провести позачергову ретельну перевірку дотримання правил безпеки у готелях, пансіонатах, хостелах і будинках похилого віку За інформацією провідного експерта «Харківського інституту соціальних досліджень» Андрія Черноусова лише в Харкові працює без офіційних документів на надання соціальних послуг понад 30 приватних пансіонатів для літніх людей, в яких перебуває близько тисячі людей.
Міністр соціальної політики Марина Лазебна заявила, що по всій Україні буде проведена робота із виявлення закладів, яких немає в реєстрі надавачів соціальних послуг, та перевірки умов проживання та перебування людей похилого віку в них. Також має бути посилена відповідальність власників закладів, які не працюють у правовому полі. Аналогічні перевірки має провести й Міністерство внутрішніх справ України.
На місце пожежі прибув і провів нараду секретар Харківської міської ради та в.о. міського голови Ігор Терехов. Пізніше відбулася нарада у Харківській міськраді щодо ліквідації наслідків пожежі, на якій міська влада вирішила провести перевірки у закладах, що надають послуги з утримання людей похилого віку. В. о. Харківського міського голови Ігор Терехов дав доручення провести відповідні перевірки та закрити ті заклади, які не відповідають вимогам та працюють нелегально. 22 січня у Харкові мають початися перевірки всіх пансіонатів для літніх людей та реабілітаційних центрів Всього у Харкові та Харківській області перевіряють 118 закладів, які надають послуги з утримання та медичного обслуговування людей похилого віку та осіб з інвалідністю, зокрема, 11 пансіонатів, 30 хостелів і 20 будинків для людей похилого віку, а того ж дня було виявлено на території Харкова та області 32 незареєстровані заклади, в яких перебуває 290 осіб (218 — похилого віку, а 72 — алко- та наркозалежні). За словами заступниці Харківського міського голови Світлани Горбунової-Рубан, про цей заклад знали, але місцева влада не мала повноважень для перевірки та контролю. Також у Харкові немає муніципальних хоспісних закладів, оскільки всі вони знаходяться на балансі Харківської області.
Директор Департаменту соціального захисту Харківської облдержадміністрації Юрій Шпарага заявив, що обласна влада розселить постраждалих у пожежі літніх людей у інтернатні установи Харківщини, зокрема і тих, що перебувають в інших незаконних закладах, проте в хоспісах та інтернатних закладах області є 136 місць. Також міська влада оплатить лікування постраждалих, які перебувають в лікарнях, а також поховання загиблих.
У Харкові 22 січня 2021 року було оголошено Днем жалоби за загиблими у пансіонаті для людей похилого віку «Золотий час», а 23 січня стало днем жалоби в Україні.
Уповноважена Верховної Ради України з прав людини Людмила Денісова зазначила, що Офісом уповноваженого з прав людини у 2020 році здійснено близько 100 моніторингових візитів до різних приватних закладів різноманітних типів, зокрема до будинків похилого віку, які засвідчили, що більшість з них не внесені до Реєстру постачальників соціальних послуг, через що неможливо контролювати їх діяльність, а також що вони не відповідають вимогам відповідних державних стандартів
22 січня 2021 року до Харкова прибув Президент України Володимир Зеленський, відвідав місце пожежі та взяв участь у нараді державної комісії з розслідування причин пожежі у приватному пансіонаті для людей похилого віку, а також навідав потерпілих мешканців будинку, яких госпіталізували до хоспісу міської клінічної лікарні № 17 м. Харкова. Він заявив, що одна з причин цієї пожежі стала відсутність нормальної регуляції роботи ринку надання послуг з утримання людей похилого віку, а тому мають бути законодавчі ініціативи з відкриття ринку справедливих соціальних послуг, для чого буде створена робоча група. Зокрема, має бути створено реєстр закладів, які надають соціальні послуги із сайтом, а також перевірені заклади на законність підстав їх роботи, але не закривати жодний заклад до законодавчого розв'язання проблеми.